# Europamästerskapen i orientering 2021
Europamästerskapen i orientering 2021 arrangerades i  Neuchâtel i Schweiz, 13–16 maj 2021.
Tävlingarna skulle ursprungligen ha hållits i Estland 2020, men sköts upp p.g.a. covid-19-pandemin. Detta var det första Europamästerskap med enbart sprintdistanser som hölls efter uppdelningen i skogs- respektive sprintmästerskap.

## Medaljörer

### Damer

#### Sprint[2]
1. Tove Alexandersson,  Sverige 16:10
2. Elena Roos,  Schweiz 16:15
3. Simona Aebersold,  Schweiz 16:16

#### Knock-out sprint[3]
1. Tove Alexandersson,  Sverige 6:49
2. Simona Aebersold,  Schweiz} 6:57
3. Andrine Benjaminsen  Norge 7:07

### Herrar

#### Sprint[4]
1. Emil Svensk,  Sverige 16:06
2. Yannick Michiels,  Belgien 16:19
3. Kasper Fosser,  Norge, Gustav Bergman Sverige 16:28

#### Knock-out sprint[5]
1. Matthias Kyburz,  Schweiz 6:30
2. Joey Hadorn,  Schweiz 6:31
3. Kasper Fosser,  Norge 6:33

### Sprintstafett[6]
1. Schweiz (Simona Aebersold, Joey Hadorn, Matthias Kyburz, Elena Roos ) 56:55
2. Sverige (Lina Strand, Gustav Bergman, Emil Svensk, Sara Hagström) 57:50
3. Norge (Victoria Hæstad Bjørnstad, Eskil Kinneberg, Kasper Fosser, Andrine Benjaminsen) 58:24